# Den Engelschen Boomgaert
Den Engelschen Boomgaert is een opgravingsterrein in Vlaardingen.
In 1998 is er archeologisch onderzoek gedaan nadat het Kolpabad was gesloopt, een zwembad dat toen op de locatie van de huidige woonwijk stond. Uit archeologisch onderzoek bleek dat er in de 14e eeuw een kasteel heeft gestaan. Er is weinig bekend over het uiterlijk van dit kasteel. Er zijn wel verschillende vondsten gedaan, waardoor men vermoedt dat het kasteel ongeveer 7-8 meter hoog was. Om het kasteel heen was een slotgracht van 7,5 meter breed, het totale oppervlak was 40x40 meter.